# Cryin'
Cryin' è una canzone degli Aerosmith, scritta dal cantante Steven Tyler, il chitarrista Joe Perry e Taylor Rhodes. Venne pubblicata nell'estate del 1993 come quarto singolo dall'album Get a Grip.
Secondo molti, fu proprio il successo Cryin' a lanciare in alto nelle classifiche l'album, dal momento che il singolo passò ben 20 settimane nella top 40 della Billboard Hot 100, dove arrivò a piazzarsi alla posizione numero 12, e trascorse 6 settimane al primo posto della Mainstream Rock Tracks. Negli Stati Uniti, è stato anche certificato con un disco d'oro per le vendite dalla RIAA. Nel Regno Unito, invece, raggiunse la posizione numero 17 della Official Singles Chart. Per la canzone è stato realizzato un video musicale di grande successo con Alicia Silverstone, Stephen Dorff e Josh Holloway.
Nel film Be Cool del 2004, si vede Steven Tyler cantare ed esibirsi in Cryin' assieme a Christina Milian.

## Informazioni sulla canzone
Cryin' racconta la storia di una relazione finita male tra un uomo e una donna, come recita il verso "I was cryin' when I met you, now I'm tryin' to forget you" ("Stavo piangendo quando ti ho incontrata, ora sto cercando di dimenticarti"), arrivando a definire l'amore come "un dolce tormento" - nel verso "your love is a sweet misery". Alcuni hanno interpretato la descrizione del complicato rapporto d'amore come una metafora all'abuso di droga effettuato in passato da Steven Tyler.
La canzone inizia con un intro di chitarra in stile blues rock, che svanisce appena entra in scena la prima strofa, che porta il brano verso sonorità più da power ballad. Verso il ritornello la canzone comincia a farsi più potente, assumendo una vena musicale vicina all'hard rock. Nel brano sono molto presenti delle parti di chitarra di Brad Whitford e Joe Perry, oltre che alla batteria di Joey Kramer e al basso di Tom Hamilton. Inoltre, verso la fine del pezzo, c'è anche un significativo assolo di armonica a bocca di Steven Tyler. Questi continui cambi di stile e la sua varietà musicale fanno di Cryin' una delle canzoni più apprezzate degli Aerosmith, soprattutto dai fans del gruppo.
Nel 2014 è stata indicata come la 15ª più grande power ballad di tutti i tempi da Yahoo! Music.

## Classifiche
| Classifica (1993)                    | Posizione massima |
| ------------------------------------ | ----------------- |
| Austria                              | 5                 |
| Canada                               | 8                 |
| Polonia                              | 1                 |
| Paesi Bassi                          | 5                 |
| Regno Unito (Official Singles Chart) | 17                |
| Stati Uniti (Hot 100)                | 12                |
| Stati Uniti (Mainstream Rock Songs)  | 1                 |
| Stati Uniti (Mainstream Top 40)      | 11                |
| Svezia                               | 3                 |

| Classifica (1994) | Posizione massima |
| ----------------- | ----------------- |
| Francia           | 6                 |
| Germania          | 7                 |
| Norvegia          | 1                 |

## Video musicale
Il video musicale di Cryin è il primo a vedere la partecipazione di Alicia Silverstone, che apparirà anche nei due video successivi del gruppo (Amazing e Crazy). Nel clip, gli Aerosmith suonano all'interno di una chiesa di Fall River, Massachusetts. Sulla scia del testo del brano, il video mostra una difficile relazione d'amore, con la Silverstone che interpreta un'adolescente che ha avuto un litigio con il suo ragazzo  (interpretato da Stephen Dorff). Per buona durata del clip, dunque, si vedono scene in cui i due si fanno dispetti a vicenda, alternate a vari flashback che li mostrano, invece, durante il loro periodo di fidanzamento. La ragazza si fa fare un piercing all'ombelico, che è stato ampiamente accreditato come l'introduzione di piercing all'ombelico nella cultura mainstream. Dopo che un altro giovane le ha rubato la borsetta (il giovane è interpretato dall'allora sconosciuto Josh Holloway di Lost), lei lo insegue e lo fa cadere a terra. Verso la fine, il video mostra la ragazza mentre sta in piedi sul bordo di un cavalcavia abbastanza elevato, davanti all'ex-fidanzato, facendo temere il peggio a questi e ai numerosi agenti di polizia accorsi sul posto. Lei si butta, ma alla fine la si scopre sostenuta da una corda che le frena la caduta, lasciandola appesa sopra l'autostrada. Il video si conclude con la Silverstone a penzoloni che ride guardando Dorff e gli mostra il dito medio.
Il video è stato un incredibile successo su MTV, diventando uno dei clip più richiesti nel 1993 e facendo guadagnare agli Aerosmith tre MTV Video Music Awards.

## Riconoscimenti
- 1994 - MTV Video Music Awards
  - Video dell'anno
  - Miglior video di un gruppo
  - Viewer's Choice
  - Nomination Miglior video metal/hard rock

## Formazione
- Steven Tyler - voce, armonica a bocca
- Joe Perry - chitarra solista, cori
- Brad Whitford - chitarra
- Tom Hamilton - basso
- Joey Kramer - batteria

Altri musicisti
- Paul Baron – tromba
- Bruce Fairbairn – tromba
- Tom Keenlyside – sassofono
- Ian Putz – sassofono baritono
- Bob Rogers – trombone
- John Webster – tastiere